# Injidup Beach
Injidup Beach ist ein Sandstrand im Süden des australischen Bundesstaats Western Australia. Er liegt bei dem Ort Yallingup.
Der Strand ist 1,4 Kilometer lang und bis zu 55 Meter breit. Er öffnet sich in Richtung Nordwesten. Der Strand ist zu Fuß erreichbar, in der Nähe des Strandes liegt ein Parkplatz.
Der Name des Strandes kommt von dem Nyoongar-Wort Inji, was Schmetterlingsblüte bedeutet. Der Strand ist bekannt für seine Brandung.